# 桂小米
桂 小米（かつら こよね）は、上方落語の名跡。これまでに11代目まで存在したが、9代目以前については詳細不明。11代目が2021年に死去したため、空き名跡になっている。
- 初代桂小米 - 不明
- 2代目桂小米 - 不明
- 3代目桂小米 - 不明
- 4代目桂小米 - 不明
- 5代目桂小米 - 不明
- 6代目桂小米 - 不明
- 7代目桂小米 - 不明
- 8代目桂小米 - 不明
- 9代目桂小米 - 後∶3代目桂小文治
- 10代目桂小米 - 後∶2代目桂枝雀
- 11代目桂小米 - 本項にて記述

11代目 桂 小米（かつら こよね、1950年9月22日 - 2021年4月26日）は鳥取県西伯郡出身の上方噺家。本名∶潮 邦雄。以前は米朝事務所に所属していたが、最終的には事務所ウェブサイトのプロフィールには掲載されていなかった。

## 来歴
ラジオで3代目桂米朝の『算段の平兵衛』や『はてなの茶碗』を聴いたのをきっかけに、鳥取県立米子東高等学校卒業後、1969年4月に米朝に入門、桂すずめを名乗る。すずめという名前については「米を食いに来た」というところから命名された。6代目三遊亭圓生に入門するつもりだったが、鳥取から東京は遠いため両親の反対を受け、関西の米朝へ弟子入りすることになったという事情がある。同年8月の東山安井金比羅会館での「桂米朝落語研究会」にて『東の旅 発端』で初舞台。言葉が詰まることも珍しくない初舞台でよどみなく演じ、「もの知らん田舎の子やから、緊張もせなんだ」という。
最初に習ったネタ『宿屋町』は、鳥取弁の訛りをとるのに苦労したため、習得に半年以上かかった。訛りについては、師匠に勧められた文楽を嗜んだり、兄弟子や米朝の家族に指摘してもらうなどして、これを克服した。その一方で、田舎の言葉を使える噺をすれば思い切り喋られると、2代目桂枝雀から受けたアドバイスを参考にして、鳥取弁を生かした落語を展開している。
1960年代以降は、師匠の米朝が寄席だけでなく大阪サンケイホールなどでの大きなホールで独演会を開くことが増え、演目を選ぶにあたって米朝の好みや事情などを把握していた小米の意見も参考にした。そこで出す意見の中に自分が覚えたいネタも混ぜて、実際に米朝が演じているのを舞台の袖で見ながら覚えたこともあるという。
1974年1月1日より「11代目桂小米」を襲名。先代の小米が桂枝雀を襲名して空き名跡になっていた。小米は出身が米子であったため決まった。大きな名前だったため当初当人は乗り気ではなく固辞していたが周辺の熱意で襲名した。
2021年4月26日、喉頭がんのため死去。70歳没。亡くなる約10年前に喉頭がんが判明し、高座に上がらず闘病していた。

## 人物
内弟子時代は周囲が万年床をしていたため「今度来た弟子は布団あげよった」と評判になった。
また、鳥取から大阪に出て来て体験した数々のカルチャーショックを、落語の枕に生かしている。実家は農家で、野菜や魚中心の食生活を送り、肉は祭りの日に自宅で飼育している鶏を食べるくらいだった。そのため、入門するまでハンバーグという食べ物を見たことがなく、食卓にのぼったそれを見て馬の糞と勘違いし、米朝をあきれさせたこともある。
一門を代表する酒豪の一人としても知られる。米朝公認の「飲み友達」でもあった。内弟子時代は、入門当初から師匠の酌の相手を務め、年季明け後に師匠宅を訪れた際は、必ず日本酒等を持ち帰るため、手ぶらで帰ったことはなかったという。ただ、酩酊による「しくじり」もあり、米朝と飲んだ帰りにタクシーの道案内を頼まれて寝てしまったり、京都・木屋町でお茶屋の2階から飛び降りて1階の天井を破ったりした。